# Gerichtsorganisation des Linken Rheinufers
Die Gerichtsorganisation des von Frankreich annektierten Linken Rheinufers folgte den Prinzipien des revolutionären Frankreichs.

## Vorgeschichte
Wie anderswo im Heiligen Römischen Reich bestand auch am Linken Rheinufer eine Vielzahl von Territorien und eine ebensogroße Vielfalt an Gerichtsorganisationen.
Bereits im Spätherbst 1794 hatten die französischen Revolutionsheere das Linke Rheinufer besetzt. Die Annexion wurde im Vorfrieden von Leoben (1797) sowie im Frieden von Campo Formio (1797) vorbereitet und im Frieden von Lunéville (1801) abschließend geregelt.
Durch das Gesetz über Verwaltung und Justizorganisation in den vier linksrheinischen Départements vom 4. Dezember 1795 (44 frimaire IV) wurde das französische Gerichtsverfassungsgesetz Loi des 16 et 24 août 1790 sur l'organisation judiciaire aus dem Jahr 1790 auch für das Linke Rheinufer verbindlich. Dieses Gerichtsverfassungsgesetz sah die Einrichtung der französischen Gerichtsstruktur in allen Départements vor. Praktische Auswirkungen hatte das zunächst nicht, da der Erste Koalitionskrieg noch andauerte und die französische Herrschaft noch nicht gesichert war.

## Reorganisation 1797/1798
Mit dem Frieden von Campo Formio wurde die Annexion des Rheinlandes im Oktober 1797 von deutscher Seite in Aussicht gestellt. Das Nähere sollte vom Rastatter Kongress (1799 abgebrochen) geregelt werden. Bereits 1797/1798 wurde die Verwaltung des Gebiets und die Gerichtsorganisation nach französischem Vorbild reorganisiert. Das Direktorium beauftragte den Elsässer Franz-Josef (François-Joseph) Rudler mit dieser Aufgabe und ernannte ihn zum „Generalregierungskommissar aller eroberten Länder zwischen Maas und Rhein und Rhein und Mosel“.
Wesentliche Aspekte der neuen Gerichtsorganisation war die Umsetzung der Trennung der Rechtsprechung von der Verwaltung, die Unentgeltlichkeit des Prozesses, der Einführung der Schwurgerichte in der Strafrechtspflege und die Einführung der französischen Sprache als Gerichtssprache. Die Wahl der Richter wurde – im Gegensatz zu Frankreich selbst – nicht eingeführt (und wurde daher 1802 auch nicht wieder – wie in Frankreich – abgeschafft).
Die Umsetzung der genannten Prinzipien stieß auf vielerlei Hindernisse. Die Trennung der Rechtsprechung von der Verwaltung verbot, dass Richter Nebentätigkeiten, insbesondere solche in der Verwaltung vornahmen. Allerdings war die Besoldung der Friedensrichter so gering, dass es schwer war, unter diesen Umständen geeignete Kandidaten zu finden. Die Unentgeltlichkeit des Prozesses belastete die Kommunen. Diese mussten nun die Gerichte finanzieren. Insbesondere die Gerichtssprache Französisch stellte ein Problem dar. Zwar war das Französische in der damaligen Zeit (wie heute das englische) Lingua franca und wurde von den führenden Schichten gesprochen. Die einfachen Leute hingegen waren in einer effektiven Durchsetzung ihrer Rechte vor Gericht deutlich eingeschränkt, weil sie diese Sprache nicht verstanden.
Die bestehenden Gerichte wurden Anfang 1798 abgeschafft und die neuen Gerichte wurden eingeführt. Rechtsgrundlage waren die Dekrete von Rudler vom 4. Pluviôse an VI (24. Januar 1798) und vom 20. Pluviôse an VI (8. Februar 1798). Grundsatz beim Aufbau der Gerichte war, dass die Gerichtsorganisation der Verwaltungsorganisation folgen müsse. Auf der untersten Verwaltungsebene, den Kantonen wurden für die Zivilrechtspflege Friedensgerichte eingerichtet. Auf Ebene der Départements waren diesen Tribunale erster Instanz (Tribunal civile) übergeordnet. Bezüglich der Berufung gegen Entscheidungen der Tribunale erster Instanz galt das Prinzip der horizontalen Berufung: Berufungsgericht war das Tribunal erster Instanz eines der anderen Départements. In Trier wurde 1799 das Revisionsgericht als höchste linksrheinische Instanz geschaffen.
Für Strafrechtsfälle wurden auf Ebene der Arrondissements Zuchtpolizeigerichte geschaffen. Auf Ebene der Départements waren diesen Tribunale erster Instanz (Tribunal correctionelle) übergeordnet.

## Die Justizreform von 1802
Mit Gesetzesbeschluss des Konsulats vom 30. Juni 1802 wurden die neue französischen Verfassung und die französische Verwaltungsgesetzgebung in den annektierten Gebieten eingeführt. Das Konsulatsdekret vom 14. Fructidor an X (1. September 1802) wurde die in dieser Verfassung vorgesehene Justizreform (wie bereits mit Gesetz vom 27. Ventose an VIII in Frankreich erfolgt) auch am Linken Rheinufer umgesetzt.
Auf der Ebene der Kantone blieben die Friedensgerichte bestehen. Darüber standen nun die Tribunale erster Instanz auf Arrondissementebene. Die horizontale Berufung wurde aufgeben. Stattdessen wurde das Appellationsgericht Trier eingerichtet, das Berufungsinstanz für alle vier Départements war. (Dieses war Oktober 1799 als Revisionsgericht Mainz gegründet worden aber bereits im Folgemonat nach Trier verlegt worden. Im Jahre 1802 erfolgte die Umwandlung in das Appellationsgericht) Darüber stand der Kassationshof in Paris. Daneben bestanden Handelsgerichte. Kriminalgerichte waren auf Ebene der Départements eingerichtet.

## Nach dem Ende der Franzosenzeit
Nach der Völkerschlacht bei Leipzig brach die französische Herrschaft zusammen und das Linke Rheinufer wurde durch die Koalitionstruppen erobert.  Aus einem Teil des Territoriums wurden 1816 der bayerische Rheinkreis (Rheinpfalz) und die hessische Provinz Rheinhessen gebildet, die nördlich davon liegenden Gebiete kamen zu Preußen und gehörten zunächst den beiden Provinzen Jülich-Kleve-Berg und Großherzogtum Niederrhein an, aus denen 1822 die Rheinprovinz entstand. Kleinere Gebiete wie die Herrschaft Meisenheim oder das Fürstentum Birkenfeld wurden gesondert behandelt. In den meisten Nachfolgestaaten blieb das französische Recht und die französische Gerichtsorganisation meist mit Modifikationen in Kraft. Die Darstellung der Gerichtsorganisation findet sich in:
- Gerichte in der Rheinprovinz (Rheinprovinz)
- Gerichte im Großherzogtum Oldenburg (Birkenfeld)
- Liste der Gerichte im Großherzogtum Hessen (Rheinhessen)
- Gerichtsorganisation in der Landgrafschaft Hessen-Homburg (Meisenheim)
- Liste der Gerichte im Königreich Bayern (Pfalz)

## Liste der Gerichte
Hinweis: Da die Amtssprache französisch war, waren die offiziellen Bezeichnungen der Gerichte ebenfalls in Französisch. In der Literatur werden jedoch weitaus überwiegend die deutschen Bezeichnungen verwendet. Die Liste folgt dem und schreibt daher beispielsweise Friedensgericht Aachen statt Justice de paix d’Aix-la-Chapelle.
An Ober- und Mittelgerichten bestanden bis 1802:
- Appellationsgericht Trier
  - Tribunal erster Instanz Aachen für das Département de la Roer
  - Zuchtpolizeigericht Aachen für das Arrondissement d’Aix-la-Chapelle
  - Zuchtpolizeigericht Kleve für das Arrondissement de Clèves
  - Zuchtpolizeigericht Köln für das Arrondissement de Cologne
  - Zuchtpolizeigericht Krefeld für das Arrondissement de Crévelt
  - Tribunal erster Instanz Trier für das Département de la Sarre
  - Zuchtpolizeigericht Trier für das Arrondissement de Trèves
  - Zuchtpolizeigericht Birkenfeld für das Arrondissement de Birkenfeld
  - Zuchtpolizeigericht Prüm für das Arrondissement de Prum
  - Zuchtpolizeigericht Saarbrücken für das Arrondissement de Sarrebruck
  - Tribunal erster Instanz Koblenz für das Département de Rhin-et-Moselle
  - Zuchtpolizeigericht Bonn für das Arrondissement de Bonn
  - Zuchtpolizeigericht Koblenz für das Arrondissement de Coblence
  - Zuchtpolizeigericht Simmern für das Arrondissement de Simmern
  - Tribunal erster Instanz Mainz für das Département du Mont-Tonnerre
  - Zuchtpolizeigericht Mainz für das Arrondissement de Mayence
  - Zuchtpolizeigericht Kaiserslautern für das Arrondissement de Kayserslautern
  - Zuchtpolizeigericht Speyer für das Arrondissement de Spire
  - Zuchtpolizeigericht Zweibrücken für das Arrondissement de Deux Ponts

An Ober- und Mittelgerichten bestanden ab 1802:
- Kassationshof Paris
  - Appellationsgericht Trier
    - Kriminalgericht Aachen für das Département de la Roer
    - Tribunal erster Instanz Aachen für das Arrondissement d’Aix-la-Chapelle
    - Tribunal erster Instanz Kleve für das Arrondissement de Clèves
    - Tribunal erster Instanz Köln für das Arrondissement de Cologne
    - Tribunal erster Instanz Krefeld für das Arrondissement de Crévelt
    - Kriminalgericht Trier für das Département de la Sarre
    - Tribunal erster Instanz Trier für das Arrondissement de Trèves
    - Tribunal erster Instanz Kusel für das Arrondissement de Birkenfeld
    - Tribunal erster Instanz Prüm für das Arrondissement de Prum
    - Tribunal erster Instanz Saarbrücken für das Arrondissement de Sarrebruck
    - Kriminalgericht Koblenz für das Département de Rhin-et-Moselle
    - Tribunal erster Instanz Bonn für das Arrondissement de Bonn
    - Tribunal erster Instanz Koblenz für das Arrondissement de Coblence
    - Tribunal erster Instanz Simmern für das Arrondissement de Simmern
    - Kriminalgericht Mainz für das Département du Mont-Tonnerre
    - Tribunal erster Instanz Mainz für das Arrondissement de Mayence
    - Tribunal erster Instanz Kaiserslautern für das Arrondissement de Kayserslautern
    - Tribunal erster Instanz Speyer für das Arrondissement de Spire
    - Tribunal erster Instanz Zweibrücken für das Arrondissement de Deux Ponts

Darunter bestanden folgende Friedensgerichte auf Ebene der Kantone:
| Friedensgericht                | Sitz               | Tribunal erster Instanz                | Anmerkungen |
| ------------------------------ | ------------------ | -------------------------------------- | --- |
| Friedensgericht Aachen         | Aachen             | Tribunal erster Instanz Aachen         | |
| Friedensgericht Burtscheid     | Burtscheid         | Tribunal erster Instanz Aachen         | |
| Friedensgericht Düren          | Düren              | Tribunal erster Instanz Aachen         | |
| Friedensgericht Eschweiler     | Eschweiler         | Tribunal erster Instanz Aachen         | |
| Friedensgericht Froitzheim     | Froitzheim         | Tribunal erster Instanz Aachen         | |
| Friedensgericht Geilenkirchen  | Geilenkirchen      | Tribunal erster Instanz Aachen         | |
| Friedensgericht Gemünd         | Gemünd (Schleiden) | Tribunal erster Instanz Aachen         | |
| Friedensgericht Heinsberg      | Heinsberg          | Tribunal erster Instanz Aachen         | |
| Friedensgericht Linnich        | Linnich            | Tribunal erster Instanz Aachen         | |
| Friedensgericht Montjoie       | Monschau           | Tribunal erster Instanz Aachen         | |
| Friedensgericht Sittard        | Sittard            | Tribunal erster Instanz Aachen         | |
| Friedensgericht Kleve          | Kleve              | Tribunal erster Instanz Kleve          | |
| Friedensgericht Geldern        | Geldern            | Tribunal erster Instanz Kleve          | |
| Friedensgericht Goch           | Goch               | Tribunal erster Instanz Kleve          | |
| Friedensgericht Horst          | Horst aan de Maas  | Tribunal erster Instanz Kleve          | |
| Friedensgericht Kalkar         | Kalkar             | Tribunal erster Instanz Kleve          | |
| Friedensgericht Kranenburg     | Kranenburg         | Tribunal erster Instanz Kleve          | |
| Friedensgericht Wankum         | Wankum             | Tribunal erster Instanz Kleve          | |
| Friedensgericht Wesel          | Wesel              | Tribunal erster Instanz Kleve          | |
| Friedensgericht Xanten         | Xanten             | Tribunal erster Instanz Kleve          | |
| Friedensgericht Köln           | Köln               | Tribunal erster Instanz Köln           | |
| Friedensgericht Bergheim       | Bergheim           | Tribunal erster Instanz Köln           | |
| Friedensgericht Brühl          | Brühl              | Tribunal erster Instanz Köln           | |
| Friedensgericht Dormagen       | Dormagen           | Tribunal erster Instanz Köln           | |
| Friedensgericht Elsen          | Elsen              | Tribunal erster Instanz Köln           | |
| Friedensgericht Jülich         | Jülich             | Tribunal erster Instanz Köln           | |
| Friedensgericht Kerpen         | Kerpen             | Tribunal erster Instanz Köln           | |
| Friedensgericht Lechenich      | Lechenich          | Tribunal erster Instanz Köln           | |
| Friedensgericht Weiden         | Weiden             | Tribunal erster Instanz Köln           | |
| Friedensgericht Zülpich        | Zülpich            | Tribunal erster Instanz Köln           | |
| Friedensgericht Krefeld        | Krefeld            | Tribunal erster Instanz Krefeld        | |
| Friedensgericht Bracht         | Bracht             | Tribunal erster Instanz Krefeld        | |
| Friedensgericht Erkelenz       | Erkelenz           | Tribunal erster Instanz Krefeld        | |
| Friedensgericht Kempen         | Kempen             | Tribunal erster Instanz Krefeld        | |
| Friedensgericht Moers          | Moers              | Tribunal erster Instanz Krefeld        | |
| Friedensgericht Neersen        | Neersen            | Tribunal erster Instanz Krefeld        | |
| Friedensgericht Neuss          | Neuss              | Tribunal erster Instanz Krefeld        | |
| Friedensgericht Odenkirchen    | Odenkirchen        | Tribunal erster Instanz Krefeld        | |
| Friedensgericht Rheinberg      | Rheinberg          | Tribunal erster Instanz Krefeld        | |
| Friedensgericht Uerdingen      | Uerdingen          | Tribunal erster Instanz Krefeld        | |
| Friedensgericht Viersen        | Viersen            | Tribunal erster Instanz Krefeld        | |
| Friedensgericht Trier          | Trier              | Tribunal erster Instanz Trier          | |
| Friedensgericht Bernkastel     | Bernkastel         | Tribunal erster Instanz Trier          | |
| Friedensgericht Büdlich        | Büdlich            | Tribunal erster Instanz Trier          | |
| Friedensgericht Konz           | Konz               | Tribunal erster Instanz Trier          | |
| Friedensgericht Pfalzel        | Pfalzel            | Tribunal erster Instanz Trier          | |
| Friedensgericht Saarburg       | Saarburg           | Tribunal erster Instanz Trier          | |
| Friedensgericht Schweich       | Schweich           | Tribunal erster Instanz Trier          | |
| Friedensgericht Wittlich       | Wittlich           | Tribunal erster Instanz Trier          | |
| Friedensgericht Birkenfeld     | Birkenfeld         | Tribunal erster Instanz Kusel          | |
| Friedensgericht Baumholder     | Baumholder         | Tribunal erster Instanz Kusel          | |
| Friedensgericht Grumbach       | Grumbach           | Tribunal erster Instanz Kusel          | |
| Friedensgericht Hermeskeil     | Hermeskeil         | Tribunal erster Instanz Kusel          | |
| Friedensgericht Herrstein      | Herrstein          | Tribunal erster Instanz Kusel          | |
| Friedensgericht Kusel          | Kusel              | Tribunal erster Instanz Kusel          | |
| Friedensgericht Meisenheim     | Meisenheim         | Tribunal erster Instanz Kusel          | |
| Friedensgericht Rhaunen        | Rhaunen            | Tribunal erster Instanz Kusel          | |
| Friedensgericht Wadern         | Wadern             | Tribunal erster Instanz Kusel          | |
| Friedensgericht Prüm           | Prüm               | Tribunal erster Instanz Prüm           | |
| Friedensgericht Blankenheim    | Blankenheim        | Tribunal erster Instanz Prüm           | |
| Friedensgericht Daun           | Daun               | Tribunal erster Instanz Prüm           | |
| Friedensgericht Gerolstein     | Gerolstein         | Tribunal erster Instanz Prüm           | |
| Friedensgericht Kyllburg       | Kyllburg           | Tribunal erster Instanz Prüm           | |
| Friedensgericht Lissendorf     | Lissendorf         | Tribunal erster Instanz Prüm           | |
| Friedensgericht Manderscheid   | Manderscheid       | Tribunal erster Instanz Prüm           | |
| Friedensgericht Reifferscheid  | Reifferscheid      | Tribunal erster Instanz Prüm           | |
| Friedensgericht Schönberg      | Schönberg          | Tribunal erster Instanz Prüm           | |
| Friedensgericht Saarbrücken    | Saarbrücken        | Tribunal erster Instanz Saarbrücken    | |
| Friedensgericht Arnual         | Arnual             | Tribunal erster Instanz Saarbrücken    | |
| Friedensgericht Blieskastel    | Blieskastel        | Tribunal erster Instanz Saarbrücken    | |
| Friedensgericht Lebach         | Lebach             | Tribunal erster Instanz Saarbrücken    | |
| Friedensgericht Merzig         | Merzig             | Tribunal erster Instanz Saarbrücken    | |
| Friedensgericht Ottweiler      | Ottweiler          | Tribunal erster Instanz Saarbrücken    | |
| Friedensgericht Sankt Wendel   | Sankt Wendel       | Tribunal erster Instanz Saarbrücken    | |
| Friedensgericht Waldmohr       | Waldmohr           | Tribunal erster Instanz Saarbrücken    | |
| Friedensgericht Bonn-Stadt     | Bonn               | Tribunal erster Instanz Bonn           | |
| Friedensgericht Bonn-Land      | Bonn               | Tribunal erster Instanz Bonn           | |
| Friedensgericht Adenau         | Adenau             | Tribunal erster Instanz Bonn           | |
| Friedensgericht Ahrweiler      | Ahrweiler          | Tribunal erster Instanz Bonn           | |
| Friedensgericht Remagen        | Remagen            | Tribunal erster Instanz Bonn           | |
| Friedensgericht Rheinbach      | Rheinbach          | Tribunal erster Instanz Bonn           | |
| Friedensgericht Ulmen          | Ulmen              | Tribunal erster Instanz Bonn           | |
| Friedensgericht Virneburg      | Virneburg          | Tribunal erster Instanz Bonn           | |
| Friedensgericht Wehr           | Wehr               | Tribunal erster Instanz Bonn           | |
| Friedensgericht Koblenz        | Koblenz            | Tribunal erster Instanz Koblenz        | |
| Friedensgericht Andernach      | Andernach          | Tribunal erster Instanz Koblenz        | |
| Friedensgericht Boppard        | Boppard            | Tribunal erster Instanz Koblenz        | |
| Friedensgericht Cochem         | Cochem             | Tribunal erster Instanz Koblenz        | |
| Friedensgericht Kaisersesch    | Kaisersesch        | Tribunal erster Instanz Koblenz        | |
| Friedensgericht Lutzerath      | Lutzerath          | Tribunal erster Instanz Koblenz        | |
| Friedensgericht Mayen          | Mayen              | Tribunal erster Instanz Koblenz        | |
| Friedensgericht Münstermaifeld | Münstermaifeld     | Tribunal erster Instanz Koblenz        | |
| Friedensgericht Polch          | Polch              | Tribunal erster Instanz Koblenz        | |
| Friedensgericht Rübenach       | Rübenach           | Tribunal erster Instanz Koblenz        | |
| Friedensgericht Treis          | Treis              | Tribunal erster Instanz Koblenz        | |
| Friedensgericht Zell           | Zell               | Tribunal erster Instanz Koblenz        | |
| Friedensgericht Simmern        | Simmern            | Tribunal erster Instanz Simmern        | |
| Friedensgericht Bacharach      | Bacharach          | Tribunal erster Instanz Simmern        | |
| Friedensgericht Kastellaun     | Kastellaun         | Tribunal erster Instanz Simmern        | |
| Friedensgericht Kirchberg      | Kirchberg          | Tribunal erster Instanz Simmern        | |
| Friedensgericht Kreuznach      | Kreuznach          | Tribunal erster Instanz Simmern        | |
| Friedensgericht Kirn           | Kirn               | Tribunal erster Instanz Simmern        | |
| Friedensgericht Sankt Goar     | Sankt Goar         | Tribunal erster Instanz Simmern        | |
| Friedensgericht Sobernheim     | Sobernheim         | Tribunal erster Instanz Simmern        | |
| Friedensgericht Stromberg      | Stromberg          | Tribunal erster Instanz Simmern        | |
| Friedensgericht Trarbach       | Trarbach           | Tribunal erster Instanz Simmern        | |
| Friedensgericht Mainz I        | Mainz              | Tribunal erster Instanz Mainz          | |
| Friedensgericht Mainz II       | Mainz              | Tribunal erster Instanz Mainz          | Das Gericht hatte seinen Sitz linksrheinisch in Mainz, war aber für den rechtsrheinischen Bereich von Mainz zuständig. |
| Friedensgericht Alzey          | Alzey              | Tribunal erster Instanz Mainz          | |
| Friedensgericht Bechtheim      | Bechtheim          | Tribunal erster Instanz Mainz          | |
| Friedensgericht Bingen         | Bingen             | Tribunal erster Instanz Mainz          | |
| Friedensgericht Kirchheim      | Kirchheim          | Tribunal erster Instanz Mainz          | |
| Friedensgericht Niederolm      | Nieder-Olm         | Tribunal erster Instanz Mainz          | |
| Friedensgericht Oberingelheim  | Oberingelheim      | Tribunal erster Instanz Mainz          | |
| Friedensgericht Oppenheim      | Oppenheim          | Tribunal erster Instanz Mainz          | |
| Friedensgericht Wöllstein      | Wöllstein          | Tribunal erster Instanz Mainz          | |
| Friedensgericht Wörrstadt      | Wörrstadt          | Tribunal erster Instanz Mainz          | |
| Friedensgericht Kaiserslautern | Kaiserslautern     | Tribunal erster Instanz Kaiserslautern | |
| Friedensgericht Göllheim       | Göllheim           | Tribunal erster Instanz Kaiserslautern | |
| Friedensgericht Lauterecken    | Lauterecken        | Tribunal erster Instanz Kaiserslautern | |
| Friedensgericht Obermoschel    | Obermoschel        | Tribunal erster Instanz Kaiserslautern | |
| Friedensgericht Otterberg      | Otterberg          | Tribunal erster Instanz Kaiserslautern | |
| Friedensgericht Rockenhausen   | Rockenhausen       | Tribunal erster Instanz Kaiserslautern | |
| Friedensgericht Winnweiler     | Winnweiler         | Tribunal erster Instanz Kaiserslautern | |
| Friedensgericht Wolfstein      | Wolfstein          | Tribunal erster Instanz Kaiserslautern | |
| Friedensgericht Speyer         | Speyer             | Tribunal erster Instanz Speyer         | |
| Friedensgericht Dürkheim       | Bad Dürkheim       | Tribunal erster Instanz Speyer         | |
| Friedensgericht Edenkoben      | Edenkoben          | Tribunal erster Instanz Speyer         | |
| Friedensgericht Frankenthal    | Frankenthal        | Tribunal erster Instanz Speyer         | |
| Friedensgericht Germersheim    | Germersheim        | Tribunal erster Instanz Speyer         | |
| Friedensgericht Grünstadt      | Grünstadt          | Tribunal erster Instanz Speyer         | |
| Friedensgericht Mutterstadt    | Mutterstadt        | Tribunal erster Instanz Speyer         | |
| Friedensgericht Neustadt       | Neustadt           | Tribunal erster Instanz Speyer         | |
| Friedensgericht Pfeddersheim   | Pfeddersheim       | Tribunal erster Instanz Speyer         | |
| Friedensgericht Worms          | Worms              | Tribunal erster Instanz Speyer         | |
| Friedensgericht Zweibrücken    | Zweibrücken        | Tribunal erster Instanz Zweibrücken    | |
| Friedensgericht Annweiler      | Annweiler          | Tribunal erster Instanz Zweibrücken    | |
| Friedensgericht Homburg        | Homburg            | Tribunal erster Instanz Zweibrücken    | |
| Friedensgericht Hornbach       | Hornbach           | Tribunal erster Instanz Zweibrücken    | |
| Friedensgericht Landstuhl      | Landstuhl          | Tribunal erster Instanz Zweibrücken    | |
| Friedensgericht Medelsheim     | Medelsheim         | Tribunal erster Instanz Zweibrücken    | |
| Friedensgericht Pirmasens      | Pirmasens          | Tribunal erster Instanz Zweibrücken    | |
| Friedensgericht Waldfischbach  | Waldfischbach      | Tribunal erster Instanz Zweibrücken    | |
| Friedensgericht Contwig        | Contwig            | Tribunal erster Instanz Zweibrücken    | |